# Leptochilus marshi
Leptochilus marshi är en stekelart som beskrevs av Parker 1966. Leptochilus marshi ingår i släktet Leptochilus och familjen Eumenidae. Inga underarter finns listade i Catalogue of Life.